# Focunates
Les Focunates sont un ancien peuple de l'Italie vivant à l'Est du lac Majeur vers Vogogna.
Ce peuple n'est connu que par une mention de Pline l'Ancien.